# موناسترول
موناسترول (به انگلیسی: Monastrol) با فرمول شیمیایی C۱۴H۱۶N۲O۳S یک ترکیب شیمیایی با شناسه پاب‌کم ۲۹۸۷۹۲۷ است. که جرم مولی آن ۲۹۲٫۳۵۳۴۴ g/mol می‌باشد. 